# Вулиця Бориса Антоненка-Давидовича (Київ)
Ву́лиця Антоне́нка-Давидо́вича — вулиця в Дарницькому районі міста Києва, місцевість Рембаза. Пролягає від Поліської до Бориспільської вулиці.

## Історія
Вулиця виникла 2012 року під проектною назвою Проектна 1. Сучасна назва — з 2012 року, на честь українського письменника Бориса Антоненка-Давидовича.